# Les Chutes-de-la-Chaudière-Ouest
Les Chutes-de-la-Chaudière-Ouest – jedna z trzech dzielnic miasta Lévis.
Podzielona jest na 3 poddzielnice:
- Saint-Étienne-de-Lauzon
- Saint-Nicolas
- Saint-Rédempteur